# Turn It Up
Turn It Up est le premier album de la chanteuse britannique Pixie Lott, sorti le 14 septembre 2009, en France.

## Liste des Titres
1. Mama Do (Uh Oh, Uh Oh) [3:16]
2. Cry Me Out [4:04]
3. Band Aid [3:30]
4. Turn It Up [3:16]
5. Boys and Girls [3:02]
6. Gravity [3:35]
7. My Love [3:19]
8. Jack [3:12]
9. Nothing Compares [3:34] , (Kaci Brown a participé à l'écriture de ce titre)
10. Here We Go Again [3:06]
11. The Way The World Works [3:11]
12. Hold Me In Your Arms [3:32]

## Classement de l'album
L'album s'est classé 6e des ventes en Angleterre la semaine de sa sortie. Il s'est ensuite classé dans d'autres pays, tels 60e en France, 49e en Suisse, 16e au Danemark, 30e en Nouvelle-Zélande, 70e en Belgique Wallonne et 97e en Espagne.

## Ventes de l'album
L'album s'est vendu à 25 652 copies en Angleterre lors de sa première semaine d'exploitation, et à 300 000 copies au total. À l'échelle mondiale c'est environ 600 000 exemplaires vendus.

## 1ersingle:Mama Do (Uh Oh, Uh Oh)
Mama Do est sorti en juin 2009 au Royaume-Uni, où il s'est classé 1er des ventes dès sa sortie, décrochant par la même occasion la 5e place du top européen. Il est ensuite sorti à l'étranger en octobre 2009, s'est classé 10e en France, 8e au Danemark, ainsi que 23e en Espagne, 61e au Brésil, 19e en Nouvelle-Zélande et 15e aux Pays-Bas.

## Les autres singles
Pixie sort également quatre autres singles, issus de ce premier album :
- Boys and Girls, sorti en septembre 2009 et classé 1er des ventes au Royaume-Uni.
- Cry Me Out, sorti en novembre 2009 et classé 12e au Royaume-Uni.
- Gravity', sorti en mars 2010 et classé 20e au Royaume-Uni
- Turn It Up, dont la sortie est prévue le 7 juin 2010.